# Jourdane
La Jourdane est un ruisseau français du Massif central, dans le département de la Lozère, sous-affluent de la Garonne par la Colagne et le Lot.

## Géographie
De 10 km de longueur, la Jourdane est un ruisseau qui prend sa source près de Vayrac (commune de Grèzes). Elle forme une vallée dans laquelle on retrouve les communes de Grèzes et de Palhers, et rejoint la Colagne à l'entrée de la ville de Marvejols.

### Département et communes traversés
La Jourdane traverse trois communes:
- Lozère : Grèzes, Palhers, Marvejols.

Soit en termes de cantons, la Jourdane naît, traverse et conflue dans le canton de Marvejols.

## Principaux affluents
- Ravin de Garaboux  : 3,1 km
- Ravin du Cros de Brugers : 1,6 km